# Uroplata lantanae
Uroplata lantanae is een keversoort uit de familie bladkevers (Chrysomelidae). De wetenschappelijke naam van de soort werd in 1981 gepubliceerd door Buzzi & Winder.